# Justine Bouchard
Justine Bouchard (12 de enero de 1986) es una deportista canadiense que compite en lucha libre. Ganó dos medallas de bronce en el Campeonato Mundial de Lucha, en los años 2009 y 2012.

## Palmarés internacional
| Campeonato Mundial | Campeonato Mundial  | Campeonato Mundial | Campeonato Mundial |
| Año                | Lugar               | Medalla            | Categoría          |
| ------------------ | ------------------- | ------------------ | ------------------ |
| 2009               | Herning (Dinamarca) | Medalla de bronce  | 63 kg              |
| 2012               | Edmonton (Canadá)   | Medalla de bronce  | 63 kg              |